# Christian Collovà
Christian Collovà est un copilote de rallye italien, champion italien de la Coupe des énergies alternatives de la FIA. 

## Enfance et éducation
Collovà est né à Coblence, en Allemagne, et grandit à Paris, en France. 
Il est diplômé de l'Université de Rome et exerce le métier d’avocat en droit de la propriété intellectuelle et en droit d'auteur et de l'audiovisuel.

## Carrière
Avec le pilote de rallye Vincenzo Di Bella, Collovà a été vice-champion de la Coupe des énergies alternatives de la FIA en 2007, 2008 et 2010. En 2007 et 2008, il est arrivé derrière Giuliano Mazzoni en tant que vice-champion du monde.
En 2010, en tant que copilote de la Citroën C5 avec le pilote  Vincenzo Di Bella, Collovà a remporté le championnat italien. Il a également été vice-champion du monde derrière le pilote de rallye français Raymond Durand (au volant d'une Toyota Prius) dans la Coupe des énergies alternatives de la FIA. Il a en outre remporté les courses de Monza et de Franciacorta et s'est classé deuxième aux courses Green Prix EcoTarga Florio et Ecorally San Marino – Vaticano,,,.
En 2015, Collovà a été élu membre du Conseil d'administration de l'Association Littéraire et Artistique Internationale (ALAI Italia),. En 2018, il a été élu membre du Conseil d'administration de la Fondation de la Commission du Film de la Région Campanie,.

## Vie privée
Collovà parle italien, français et anglais.